# Homalopsidae
Homalopsidae är en familj av ormar med arter som förekommer i södra och sydöstra Asien samt fram till norra och östra Australien. Taxonet listades tidigare som underfamilj till snokar (Colubridae).
I överkäken förekommer två eller tre tänder med rännor som är utrustade med körtlar som producerar ett gift. Fjällen kring näsborrarna är vanligen större än fjällen bakom (ovanför) näsan. Näsborrarna liknar en månskära i utseende och de ligger ganska hög på huvudet.
Habitatet utgörs av vattenansamlingar med söt-, bräckt eller saltvatten med dyig grund. Individerna är aktiva på natten och jagar främst fiskar, groddjur och grodyngel. Några arter har även kräftdjur som föda. Dessa ormar dödar sina byten med giftet och sedan sväljas offret helt. De minsta arterna från släktet Myron blir bara 20 till 38 cm långa. Homalopsis buccata kan nå en längd av 1,4 meter. Honor föder levande ungar (vivipari) och lägger inga ägg. Hos mindre arter föds oftast 5 till 15 ungar per kull och hos stora arter är kullens storlek ibland 20 till 39 ungar.
Släkten enligt The Reptile Database:
- Bitia, 1 art
- Brachyorrhos, 4 arter
- Calamophis, 4 arter
- Cantoria, 1 art
- Cerberus, 5 arter
- Dieurostus, 1 art
- Djokoiskandarus, 1 art
- Enhydris, 6 arter
- Erpeton, 1 art
- Ferania, 1 art
- Fordonia, 1 art
- Gerarda, 1 art
- Gyiophis, 2 arter
- Heurnia, 1 art
- Homalophis, 2 arter
- Homalopsis, 5 arter
- Hypsiscopus, 2 arter
- Karnsophis, 1 art
- Kualatahan, 1 art
- Mintonophis, 1 art
- Miralia, 1 art
- Myron, 3 arter
- Myrrophis, 2 arter
- Phytolopsis, 1 art
- Pseudoferania, 1 art
- Raclitia, 1 art
- Subsessor, 1 art
- Sumatranus, 1 art